# Tomás Bettaglio
Tomás Bettaglio (n. Buenos Aires, 23 de septiembre de 1991) es un jugador argentino de hockey sobre césped que se desempeña como delantero en el Club Banco Provincia (Buenos Aires).
Actualmente es convocado por la Selección Argentina.